# Seebach, Reichenau
Seebach je naselje v Občini Reichenau v Okraju Trg na Koroškem v Avstriji.